# Bernadin Tsala Tsala
Bernadin Tsala Tsala (20 de mayo de 1995) es un deportista camerunés que compite en judo. Ganó tres medallas en el Campeonato Africano de Judo entre los años 2015 y 2020.

## Palmarés internacional
| Campeonato Africano | Campeonato Africano         | Campeonato Africano | Campeonato Africano |
| Año                 | Lugar                       | Medalla             | Categoría           |
| ------------------- | --------------------------- | ------------------- | ------------------- |
| 2015                | Libreville (Gabón)          | Medalla de bronce   | –60 kg              |
| 2019                | Ciudad del Cabo (Sudáfrica) | Medalla de plata    | –60 kg              |
| 2020                | Antananarivo (Madagascar)   | Medalla de bronce   | –60 kg              |